# Stimmhafter velarer Nasal
Der stimmhafte velare Nasal, nach der in europäischen Sprachen üblichen Schreibung mit dem Digraph ng auch ng-Laut genannt, ist ein in verschiedenen Sprachen der Welt vorkommender Konsonant. Der Laut ist egressiv, stimmhaft, velar, nasal und ein Verschlusslaut. Sein IPA-Zeichen ist [⁠ŋ⁠]. Neben dem Digraph ng werden auch eigene Zeichen für den Laut verwendet, z. B. Ŋ (Saami und Afrika-Alphabet), Ň (Turkmenisch) und G (Fidschi).

## Silbenauslaut
Lautliche und orthographische Realisierung des stimmhaften velaren Nasals am Silbenende in verschiedenen Sprachen:
- Deutsch [⁠ŋ⁠]: Meist durch <ng>, vor /k/ und /g/ durch bloßes <n> gekennzeichnet.
  - Beispiel: Ding [ˈdɪŋ], Fink [ˈfɪŋk], Singular [ˈzɪŋgulaɐ̯]
- Englisch [⁠ŋ⁠]: Gekennzeichnet durch <ng>, bzw. (vor /g/ und /k/) durch <n>.
  - Beispiel: sing [ˈsɪŋ], angle [ˈæŋgəl], think [ˈθɪŋk]
- Italienisch [⁠ŋ⁠]: Jedes <n>, dem ein [⁠g⁠] oder ein [⁠k⁠] folgt.
  - Beispiele: vengo [ˈvɛŋgo], cinquanta [tʃiŋˈkwanta]
- Persisch [⁠ŋ⁠]: Jedes <n>, dem ein [⁠g⁠] oder ein [⁠k⁠] folgt.
  - Beispiele: سنگر [sæŋgær], کنکور [koŋkuːr]
- Spanisch [⁠ŋ⁠]: Jedes silbenauslautende <n>, dem ein velarer Konsonant folgt.
  - Beispiel: lengua [ˈleŋgwa]

In der griechischen und lateinischen Grammatik heißt der Laut Agma.

## Wortanfang
In manchen Sprachen kann dieser Laut nicht am Wortanfang stehen; dies gilt für die meisten europäischen Sprachen (eine Ausnahme ist Irisch), aber auch beispielsweise für das Koreanische. (In der Koreanischen Schrift (Hangul) dient daher dasselbe Zeichen „ㅇ“ zur Darstellung des [ŋ] im Auslaut und zugleich zur Darstellung eines Silbenbeginns ohne Konsonant, eben weil ein [ŋ] im Anlaut sowieso nicht gesprochen werden könnte.)
Zahlreiche andere Sprachen – vor allem in Afrika, Ost- und Südostasien – haben den Laut aber als eigenständiges Phonem auch am Wortanfang. Beispiele:
- Indonesisch: ngarai [ŋarai] „Tal“
- Vietnamesisch: người [ŋɨɜ̀j] „Mensch“
- Kantonesisch: 鴨 [ŋaːp] „Ente“
- Birmanisch: ငါ [ŋà] „ich“
- Khmer: ងាវ [ŋieo] „Auster“
- Thai: งู [ŋuː] „Schlange“
- Swahili: ng’ombe [ˈŋɔˑmbɛ] „Rind“, ngoma [ˈŋgɔˑma] „Trommel“, nge [ˈŋ̩gɛ] „Skorpion“ (letzteres auf dem [ŋ] betont)
- Nganasanisch: ŋonənə  „ich selbst“
- Pitjantjatjara: ngunytju [ˈŋuɲcu] „Mutter“

- Tagalog: hier erscheint ein „ng“ sogar als (orthographisch) eigenes Wort, dessen Funktion manchmal als „Genitivmarkierung“ beschrieben wird: Puti ang buhok ng matanda-ng babae. (= Wort für Wort: „Weiß (sind) die Haare der(=Gen.) alten Frau.“) Siehe unter Tagalog #ng-Phrase.